# Jean-Jacques Hoebanx
Jean-Jacques Hoebanx, né à Forest (l'une des 19 communes de Bruxelles), le 28 mars 1920, et mort le 23 février 2009 à Bruxelles, est un historien belge spécialisé en Moyen Âge, en diplomatique, en histoire rurale et en histoire de la franc-maçonnerie, qui fut professeur d'histoire et de paléographie à l'Université libre de Bruxelles.

## Biographie
Jean-Jacques Hoebanx fut professeur d'histoire à l'Athénée royal de Saint-Gilles (Bruxelles) pendant une vingtaine d'années avant de succéder, à l'Université libre de Bruxelles, à son maître Félicien Favresse dans le courant de l'année académique 1959-1960. Il fut chargé, notamment, des cours d'introduction à la recherche en histoire médiévale (bibliographie, documentation, techniques…), d'histoire économique du Moyen Âge et de paléographie médiévale et moderne. Élu membre de la Commission royale d'Histoire le 20 juin 1981, il en fut vice-président du 31 janvier 1987 au 24 février 1990, puis Président du 24 février 1990 au 23 janvier 1993.

## Publications
- « Les vicissitudes du chapitre noble de Nivelles à la fin de l'Ancien Régime », in Annales de la Société archéologique et folklorique de Nivelles et du Brabant wallon (ASAFNBW), t. XIII, 1943, p. 209-281.
- L'abbaye de Nivelles des origines au XIVe siècle ; Bruxelles, 1952, 511 pages (Mémoires de l'Académie royale de Belgique, Classe des Lettres, t. XLVI, fasc. 4).
- Félicien Favresse (28 février 1898 - 7 janvier 1960) ; in: Revue belge de philologie et d'histoire (= R.B.P.H.), t. XXXVIII, 1960, p. 698-704.
- Maçonnerie et U.L.B. ; in: Bulletin du Grand Orient de Belgique, 1963, no 3, p. 3 - 11; no 4, p. 3 - 32; 1964, no 1, p. 3-30.
- Abbaye de Nivelles ; in: Monasticon belge, t. IV, Province de Brabant (1er vol.), Liège, 1964, p. 269 - 303.
- Seigneurs et paysans ; in: La Wallonie, le pays et les hommes : Histoire - Économies - Sociétés, sous la dir. d'Hervé Hasquin, t. I, Bruxelles, 1975, p. 161 - 211.
- Note à propos d'assolements et de rendements céréaliers en Brabant wallon, au cours du premier quart du XIXe siècle ; in: Histoire et méthode ( = t. IV des Acta historica bruxellensia, édités par l'Institut d'histoire de l'Université libre de Bruxelles); Éditions de l'Université de Bruxelles, 1981.
- L'implantation et l'expansion de la Franc-maçonnerie à Bruxelles et en Wallonie des origines à 1980 ; in: Hommages à la Wallonie - Mélanges offerts à Maurice-Aurélien Arnould et Pierre Ruelle, Bruxelles (U.L.B.), 1981, p. 293-320.
- La formation du futur historien à l'Université - Les exigences de l'Université ; in: Centre bruxellois de Recherche et de Documentation pédagogiques ; coll. Documents, no 21, 1984, p. 35-47.
- Une petite seigneurie foncière: Tenneville en Ardenne d'après un terrier du milieu du XVe siècle ; in: Bulletin de la Commission royale d'Histoire (BCRH), t. CL, 1984, p. 488-505.
- Routes du vin. Quelques itinéraires suivis par des vins domaniaux entre le Rhin et le Brabant wallon au XVe siècle; in: Villes et campagnes au Moyen Âge - Mélanges Georges Despy, publiés par Jean-Marie Duvosquel et Alain Dierkens; Liège (éd. du Perron), 1991; pp. 383-404.